# RUS Fossoise
RUS Fossoise was een Belgische voetbalclub uit Fosses-la-Ville. De club was aangesloten bij de KBVB met stamnummer 676. Fossoise speelde in haar bestaan enkele seizoenen in de nationale reeksen.

## Geschiedenis
In 1926 werd US Fossoise opgericht en men sloot zich aan bij de Belgische Voetbalbond, waar men stamnummer 676 kreeg. Fossoise ging in de regionale reeksen spelen. De club klom de volgende jaren op tot in Eerste Provinciale.
Tijdens de Tweede Wereldoorlog, in 1943, promoveerde US Fossoise voor het eerst naar de nationale bevorderingsreeksen, in die tijd het derde niveau. Men eindigde er het debuutseizoen als 12de op 14 ploegen en wist zich zo te handhaven. Nadat de competities een seizoen waren onderbroken door de oorlog, speelde Fosses na de oorlog in 1945/46 zijn tweede seizoen in Bevordering. Dit verliep echter moeizaam: US Fossoise eindigde afgetekend allerlaatste in zijn reeks, waar het in 34 competitiewedstrijden slechts tweemaal kon winnen en eenmaal gelijk spelen. Na twee seizoenen nationaal voetbal degradeerde de club zo in 1946 weer naar de provinciale reeksen.
US Fossoise kon niet meer terugkeren op het nationale niveau en bleef de volgende decennia in de provinciale reeksen spelen, waar men nog verder wegzakte. In het begin van de jaren 60 promoveerde men nog eens naar Eerste Provinciale, maar na enkele jaren volgde weer een mindere periode.
In 1998 werd RUS Fossoise kampioen in Tweede Provinciale en de club keerde nog eens terug naar het hoogste provinciale niveau. In het begin van de 21ste eeuw kreeg Fossoise echter organisatorische en financiële moeilijkheden, en uiteindelijk werd de club in 2001 geschrapt bij de Belgische Voetbalbond. Het laatste seizoen, 2000/01, eindigde men met slechts een punt uit 30 wedstrijden. Stamnummer 676 verdween definitief.
Een jaar later zou in Fosses-la-Ville een nieuwe club opgericht worden, JS Fossoise, dat in de laagste provinciale reeksen van start ging en de volgende jaren geleidelijk weer zou opklimmen.

## resultaten
| Seizoen                                  | Klasse | Klasse | Klasse | Klasse | Klasse | Klasse | Klasse | Reeks        | Punten | Opmerkingen |
|                                          | I      | I      | II     | III    | P.I    | P.II   | P.III  |              |        |             |
| ---------------------------------------- | ------ | ------ | ------ | ------ | ------ | ------ | ------ | ------------ | ------ | ----------- |
| 1943/44                                  |        |        |        | 12     |        |        |        | Derde klasse | 20     |             |
| geen competitie door oorlog              |        |        |        |        |        |        |        |              |        |             |
| 1945/46                                  |        |        |        | 18     |        |        |        | Derde klasse | 5      |             |
| Provinciale reeksen, geen officiële info |        |        |        |        |        |        |        |              |        |             |